# 김용수 (1932년)
김용수(1932년 9월 30일 ~ )는 대한민국의 비전향 장기수이다.

## 생애
경상북도 경주군 양남면의 소작농 가정에서 출생했다. 가난한 가정이라 소학교를 겨우 마치고 서울로 올라와 고학하면서 야간중학교를 다니던 중 1950년에 한국 전쟁이 발발했다.
6월 28일에 조선인민군이 서울을 점령하자 마포형무소로 달려가 정치범을 석방시키는 등 인민군을 지지하며 활동하기 시작하였다. 김용수는 나이도 어리고 키도 매우 작은 단신이었으나, 7월 6일에 서울 중구 명동에서 열린 인민의용군 궐기 모임에 참석하여 입대를 탄원하고 참전하였다. 이후 남하하면서 대전과 경상북도, 낙동강 전선 등지에서 전투를 벌이고 정찰분대장 직책에 올랐다.
인민군이 후퇴할 때 삼팔선 북쪽으로 들어갔으며, 조선민주주의인민공화국에서 김일성종합대학 경제학부를 졸업하고 대학 교원으로 일했다. 결혼하여 딸도 낳고 정착했으나, 공작원으로 남파되었다가 대한민국 해병대에 발각되어 체포되었다. 수감 기간 중 전향하지 않아 비전향 장기수가 되었고, 총 수감 기간은 약 27년이다.
1999년에 출감한 뒤 대전에서 생활하고 다큐멘터리 영화 《송환》 촬영에도 응했다. 2000년 6·15 남북 공동선언에 의해 조선민주주의인민공화국으로 송환되고 조국통일상을 수여받았다. 조선로동당 창건 59주년을 축하하는 〈분공을 수행합니다〉라는 시를 발표 하는 등, 조선작가동맹 소속의 정식 시인으로 활동하였다.

## 참고자료
- 안영기 외 13인 (2003). 〈승리는 언제나 정의의 총대우에 있다 (김용수)〉. 《신념과 의지의 강자들 -  비전향 장기수들의 수기 3》. 평양: 평양출판사.